# 甘蔗崙 (臺中市)
甘蔗崙，是臺灣臺中市潭子區的一個傳統地域名稱，位於該區南部。相較於今日行政區，其範圍大致包括甘蔗里不含南部凸出部分的東南端、福仁里最西端。

## 歷史
台灣清治末期至日治初期，甘蔗崙地區為一街庄，稱為「甘蔗崙庄」，隸屬於捒東上堡。該庄北邊及東邊北段與潭仔墘庄為鄰，東邊南段與瓦磘仔庄為鄰，南邊為頭家厝庄，西南邊為水汴頭庄，西邊為東員寶庄。
1901年（日治明治三十四年）11月，全台廢縣廳改設二十廳，該庄隸屬於臺中廳。1903年（明治三十六年）6月，該庄編入「潭仔墘區」，仍隸屬於臺中廳。1909年（明治四十二年）10月，合併二十廳為十二廳，潭仔墘區隸屬不變。1920年（大正九年），全台地方制度大改正，廢十二廳改設五州二廳，該庄改制為「甘蔗崙」大字，隸屬於臺中州豐原郡潭子庄。
戰後潭子庄改制為潭子鄉，隸屬於臺中縣，大字亦改制為村。1950年10月，中、彰、投分治，潭子鄉仍隸屬臺中縣。2010年12月，臺中縣市合併為直轄臺中市，潭子鄉改制為潭子區，村亦改制為里。

## 聚落
本地區發展較早的聚落為甘蔗崙，在日治期初期的官方地圖上已有記載。

## 交通
台鐵山線大致以北偏東—南偏西走向經過甘蔗崙地區東部邊界外不遠處，並設有潭子車站，屬三等站，僅停靠區間車及區間快車。由此可前往台鐵沿線各站。
省道台3線（中山路三段～二段）俗稱「內山公路」，是臺北至屏東的幹道，大致以北偏東—南偏西走向蜿蜒經過本地區東部邊界外不遠處，並位於鐵路西側。由該道路向北偏東可前往豐原、石岡、東勢、卓蘭等地，向南偏西可前往北屯、台中市區、大里、霧峰等地。
區道中86線（雅潭路一段）是大雅至新田的道路，大致以西偏北—東偏南蜿蜒經過本地區北部邊界地帶。由該道路向西偏北轉西南西再轉西可前往東員寶、西員寶、馬岡厝、大田心、四塊厝、大雅並止於省道台1乙線路口，向東偏南可前往潭子、茄荎角、聚興西北部並止於區道中89線路口。

## 學校
- 臺中市立潭秀國民中學